# Salus
Salus (latin för hälsa, välfärd) var i romersk mytologi sundhetens och den allmänna välfärdens gudinna, dotter av Aesculapius. Som sundhetens gudinna identifierades hon med grekernas Hygieia. Som det romerska folkets välfärdsgudinna, i vilken egenskap hon hade ett tempel på Quirinalen, motsvarades hon av den sabinska gudinnan Strenia. Hennes bild finnes på mynt, som präglats under Tiberius och Nero.
Det latinska uttrycket salus publica betyder den allmänna välfärden. Ordspråket Salus publica suprema lex esto uttyds: Den allmänna välfärden vare högsta lag. Adolf Fredrik hade som valspråk salus publica, salus mea, det är: statens väl, mitt eget väl.